# Kochiana brunnipes
Espèce
Synonymes
- Mygale brunnipes C. L. Koch, 1841

Kochiana brunnipes est une espèce d'araignées mygalomorphes de la famille des Theraphosidae.

## Distribution
Cette espèce est endémique du Brésil. Elle se rencontre au Paraíba, au Pernambouc et en Alagoas.

## Description
Le mâle décrit par Fukushima, Nagahama et Bertani en 2008 mesure 24,07 mm et la femelle 25,18 mm.

## Systématique et taxinomie
Cette espèce a été décrite sous le protonyme Mygale brunnipes par C. L. Koch en 1841. Elle est considérée comme nomen dubium par Roewer en 1955. Elle est considérée comme espèce valide et placée dans le genre Kochiana par Fukushima, Nagahama et Bertani en 2008.

## Étymologie
Ce genre est nommé en l'honneur de Carl Ludwig Koch.

## Publications originales
- C. L. Koch, 1841 : Die Arachniden. Nürnberg, vol. 9, p. 1-56 (texte intégral).